# Farman F.220
Farman F.220 – francuski samolot z serii samolotów bombowych i samolotów transportowych wytwórni Farman. Produkowany w latach 30. XX wieku. Zbudowano 70 maszyn wszystkich typów.

## Historia

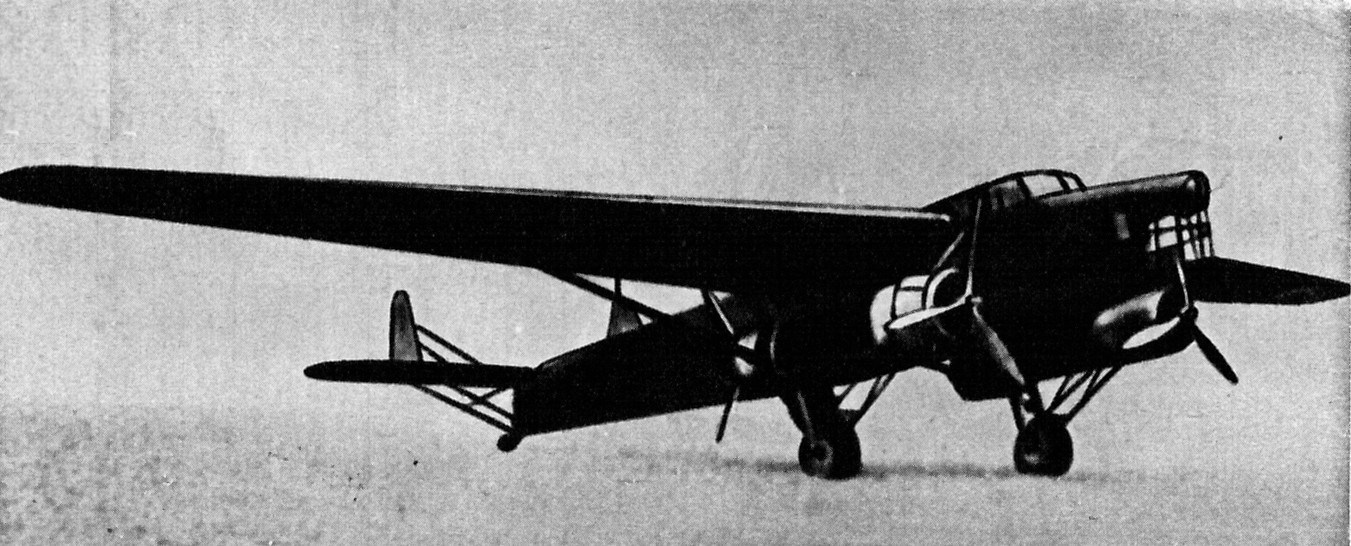
Farman F.223

Pierwsze samoloty były górnopłatami z dwoma silnikami. Były to Farman F.211 i Farman F.212. Osiągi tych samolotów były jednak niezadowalające, więc postanowiono powiększyć samolot. Tak doszło do budowy prototypu Farman F.220, który miał swój pierwszy lot w 1932 roku. Napędzany był czterema silnikami Hispano-Suiza 12Lbr o mocy 600 KM. Pierwotnie maszyna była przewidziana jako bombowiec. Ponieważ jednak nie było zainteresowania na samolot, wersję tę przerobiono na cywilny samolot transportowy. Był to F.220B, który pierwszy lot odbył w 1933 roku. Samolot nazywano Le Centaure (Centaur). W 1934 roku latał w barwach Air France w południowych rejonach Atlantyku. Kolejne cztery egzemplarze F.220.0 również były użytkowane w liniach lotniczych.
W 1933 roku powstał model F.221. Przedstawiono go ponownie jako bombowiec. 11 tych maszyn do 1936 roku trafiło na wyposażenie Francuskich Sił Powietrznych.
Następną wersją był model F.222.1. Wyprodukowano 12 maszyn tego typu. Później wprowadzono zmiany, m.in. poszerzono kadłub w celu polepszenia właściwości aerodynamicznych samolotu i wyprofilowano skrzydła. Zainstalowano również mocniejsze - 920-konne (KM) silniki Gnome-Rhone 14N/11.

## Użycie bojowe
W 1940 roku w Farmany F.222 była wyposażona 15iéme Escadre de Bombardement. Większość maszyn używano do nocnych nalotów na cele w Rzeszy Niemieckiej, m.in. koncern BMW w Monachium.
Należący do francuskiej marynarki NC.223.4 o nazwie własnej „Jules Verne” został dostosowany do zadań bombowych. Dzięki znacznemu zasięgowi stał się pierwszym alianckim bombowcem, który zaatakował Berlin w czasie II wojny światowej. Nalot pod dowództwem kpt. Henri-Laurent Daillière był odpowiedzią za bombardowanie przez Luftwaffe Paryża w ramach operacji Paula 3 czerwca. Jego celem w Berlinie były zakłady Siemensa. Załoga wyleciała o 3 w nocy 6 czerwca z Bordeaux, dalej lecąc na północ wzdłuż wybrzeża atlantyckiego, nad wodami Kanału La Manche i Morza Północnego oraz okupowanej Danii celem uniknięcia ochrony myśliwskiej w strefie walk przez słabo uzbrojoną maszynę (1 karabin maszynowy). Nad niezaciemniony Berlin podchodziła od wschodu nocą 7 czerwca 1940 roku. Choć militarnie wypad miał znaczenie czysto propagandowe, zrzucono 5 bomb 250 kg oraz ręcznie 80 bomb zapalających o wadze 10 kg. Załodze udało się bezpiecznie wrócić do Paryża. Dwa dni później załoga bombardowała zakłady Heinkla w Rostocku, następnie 13 czerwca zbiorniki paliw pod Wenecją oraz zrzucała ulotki antywojenne na Rzym. 17 czerwca jej celem była włoska baza morska w Livorno.
Również wojska kolonialne posiadały 20 F.221 i F.222. Samoloty stacjonowały w Senegalu i Indochinach.

## Wersje
- F.220.01 – prototyp z silnikami Hispano-Suiza 12Lbr – 1 sztuka
  - F.220B – wersja transportowa
  - F.220-0 – wersja produkcyjna F.220B – 4 sztuki
- F.221 – wersja poprawiona z zamkniętymi stanowiskami strzelców (10 zbudowanych, plus jeden F.221.01 prototyp)
- F.222 – ostateczna wersja produkcyjna
  - F.222.1 – poprawiona wersja z chowanymi wieżyczkami strzeleckimi i podwoziem (11 zbudowanych, plus F.222.01 prototyp przebudowany z F.221.01)
  - F.222.2 – F.222.1 – wersja z przeprojektowanym dziobem – 24 sztuki
  - F.2220 – prototyp samolotu dla Air France jako Ville de Dalzar – 1 sztuka
- F.223 – wersja z podwójnym usterzeniem ogona i zmienioną aerodynamiką, silniki Hispano-Suiza HS14Aa08/09 1100 KM (820 kW)
  - NC.223.1 – prototyp zbudowany, transportowiec Laurent Guerrero – 1 sztuka
  - NC.223.01 – prototyp bombowca z silnikami Hispano-Suiza 12Xirs – 1 sztuka
  - NC.223.2 – wersja bombowca z silnikami Gnome-Rhône 14N – projekt
  - NC.223.3 – wersja bombowca z silnikami Hispano-Suiza 12Y-29 910 KM (679 kW) – 8 sztuk
  - NC.223.4 – transportowiec (Camille Fammarion, Jules Verne, Le Verrier) – 3 sztuki
- F.224-40 – samolot z silnikami Gnome-Rhone Mistral Major dla Air France – 6 sztuk
  - F.224TT - F.224s – samolot do transportu żołnierzy do Sił Powietrznych.